# Pamela Stephenson
Pamela Helen Stephenson (Takapuna, 4 dicembre 1949) è un'attrice neozelandese.

## Biografia
Nata nel 1949 da una famiglia di professori universitari a Takapuna, nel distretto di North Shore nell'area metropolitana di Auckland in Nuova Zelanda, ha una sorella cantante lirica e ha frequentato la University of New South Wales e il National Institute of Dramatic Art (laureandosi nel 1971). Nel 1996 ha studiato psicologia clinica presso il California Graduate Institute. Ha raggiunto l'apice della sua carriera di attrice negli anni '80, prendendo parte a diverse serie televisive e pellicole cinematografiche per poi dedicarsi, a partire dagli anni '90, esclusivamente alla carriera di psicologa.

## Vita privata
Il suo primo marito è stato l'attore Nicholas Ball e dal 1989 è sposata con il comico scozzese Billy Connolly. Ha tre figli, Daisy (1983), Amy (1986) e Scarlet (1988).

## Filmografia

### Cinema
- Private Collection, regia di Keith Salvat (1972)
- Stand Up, Virgin Soldiers, regia di Norman Cohen (1977)
- Chi vive in quella casa? (The Comeback), regia di Pete Walker (1978)
- La pazza storia del mondo (History of the World: Part I), regia di Mel Brooks (1981)
- Doctors & Nurses, regia di Maurice Murphy (1981)
- Superman III, regia di Richard Lester (1983)
- Scandalous, regia di Rob Cohen (1984)
- Bloodbath at the House of Death, regia di Ray Cameron (1984)
- Il treno più pazzo del mondo (Finders Keepers), regia di Richard Lester (1984)
- Les Patterson Saves the World, regia di George Miller (1987)
- Those Dear Departed, regia di Ted Robinson (1987)

### Televisione
- Division 4 – serie TV, 2 episodi (1972-1973)
- Matlock Police – serie TV, 3 episodi (1972)
- Redheap – serie TV, un episodio (1972)
- Homicide – serie TV, 2 episodi (1972-1975)
- Ryan – serie TV, 39 episodi (1973-1974)
- Rush - Corsa all'oro (Rush) – serie TV, un episodio (1976)
- Spazio 1999 (Space: 1999) – serie TV, episodio 2x11 (1976)
- Gli infallibili tre (The New Avengers) – serie TV, episodio 2x02 (1977)
- Within These Walls – serie TV, 2 episodi (1976-1977)
- Target – serie TV, un episodio (1977)
- Hazell – serie TV, un episodio (1978)
- I Professionals (The Professionals) – serie TV, 3 episodi (1978)
- Il brivido dell'imprevisto (Tales of the Unespected) – serie TV, un episodio (1979)
- Not the Nine O'Clock News – serie TV, 27 episodi (1979-1982)
- Mike Yarwood in Persons – serie TV, un episodio (1980)
- Funny Man – serie TV, 9 episodi (1981)
- The Kenny Everett Television Show – serie TV, un episodio (1982)
- Saturday Night Live – serie TV, 18 episodi (1984-1985)
- Lost Empires – serie TV, 2 episodi (1986)
- Colombo (Columbo) – serie TV, episodio 10x08 (1994)